# Spinotarsus lobuliferus
Spinotarsus lobuliferus är en mångfotingart som beskrevs av Kraus 1960. Spinotarsus lobuliferus ingår i släktet Spinotarsus och familjen Odontopygidae. Inga underarter finns listade i Catalogue of Life.